# Tokyo Metropolitan Gymnasium
Tokyo Metropolitan Gymnasium (japanska: 東京体育館 Tōkyō Taiikukan) är en idrottsanläggning i Tokyo. Den ligger i stadsdelen Sendagaya i distriktet Shibuya nära Tokyos olympiastadion och Shinjuku Gyoen-parken. Huvudarenan har en maxkapacitet på 10 000 åskådare och anläggningen omfattar även en mindre arena, en simhall, ett gym och en friidrottsanläggning.

## Historia
Marken där Tokyo Metropolitan Gymnasium idag står på hade tidigare ägts av Iemasa Tokugawa och varit platsen för hans residens. Marken och byggnaderna köptes 1943 av Tokyo prefektur i syfte att användas som en träningsplats för att förbättra folkmoralen under andra världskriget. Efter kriget användes byggnaderna till bostäder och en klubb för amerikanska officerare mellan december 1945 och maj 1952. I slutet av 1952 revs alla trästrukturer för att göra plats åt bygget av idrottshallen och två byggnader i västerländsk stil byggda av armerad betong flyttades.

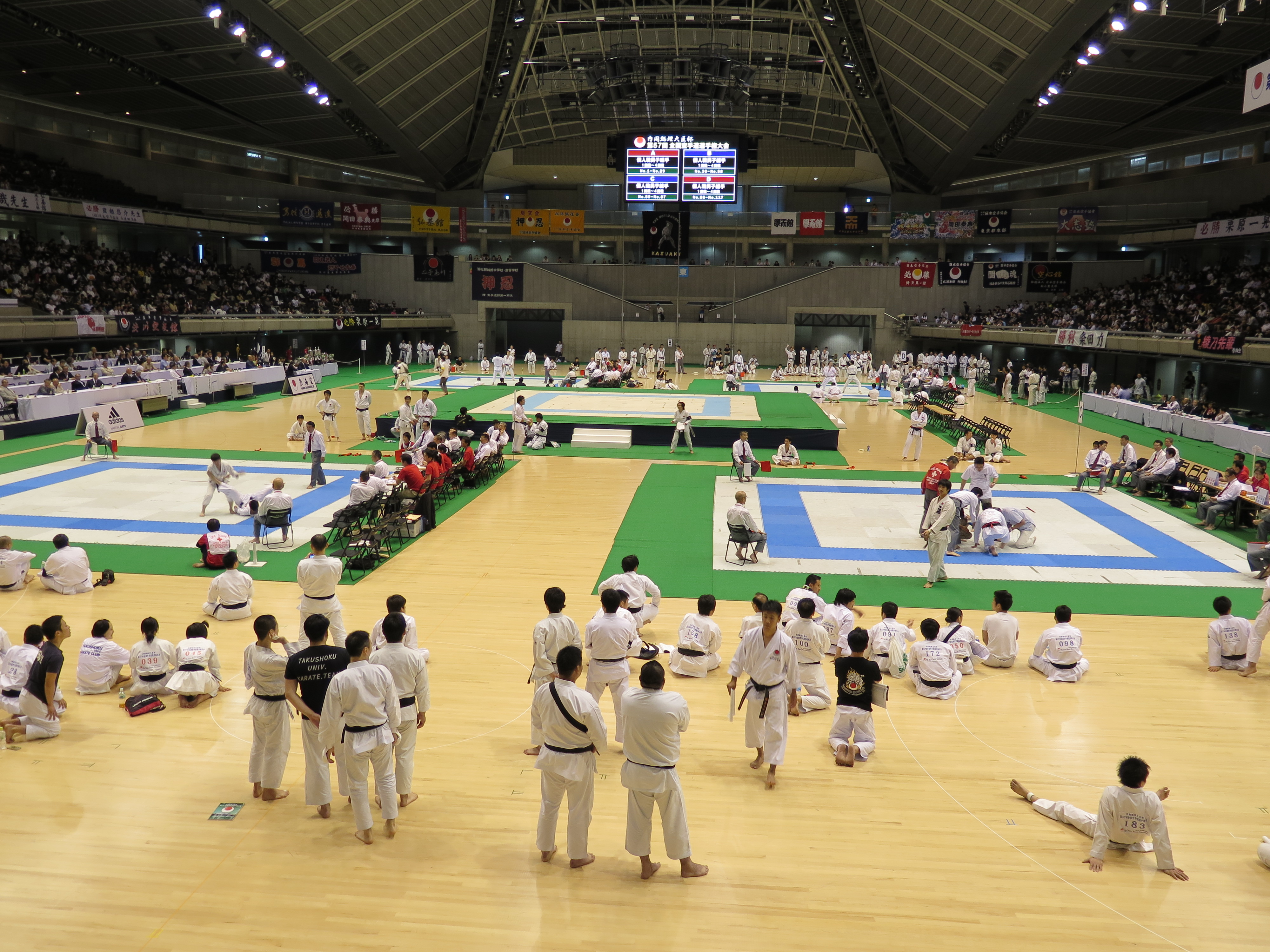
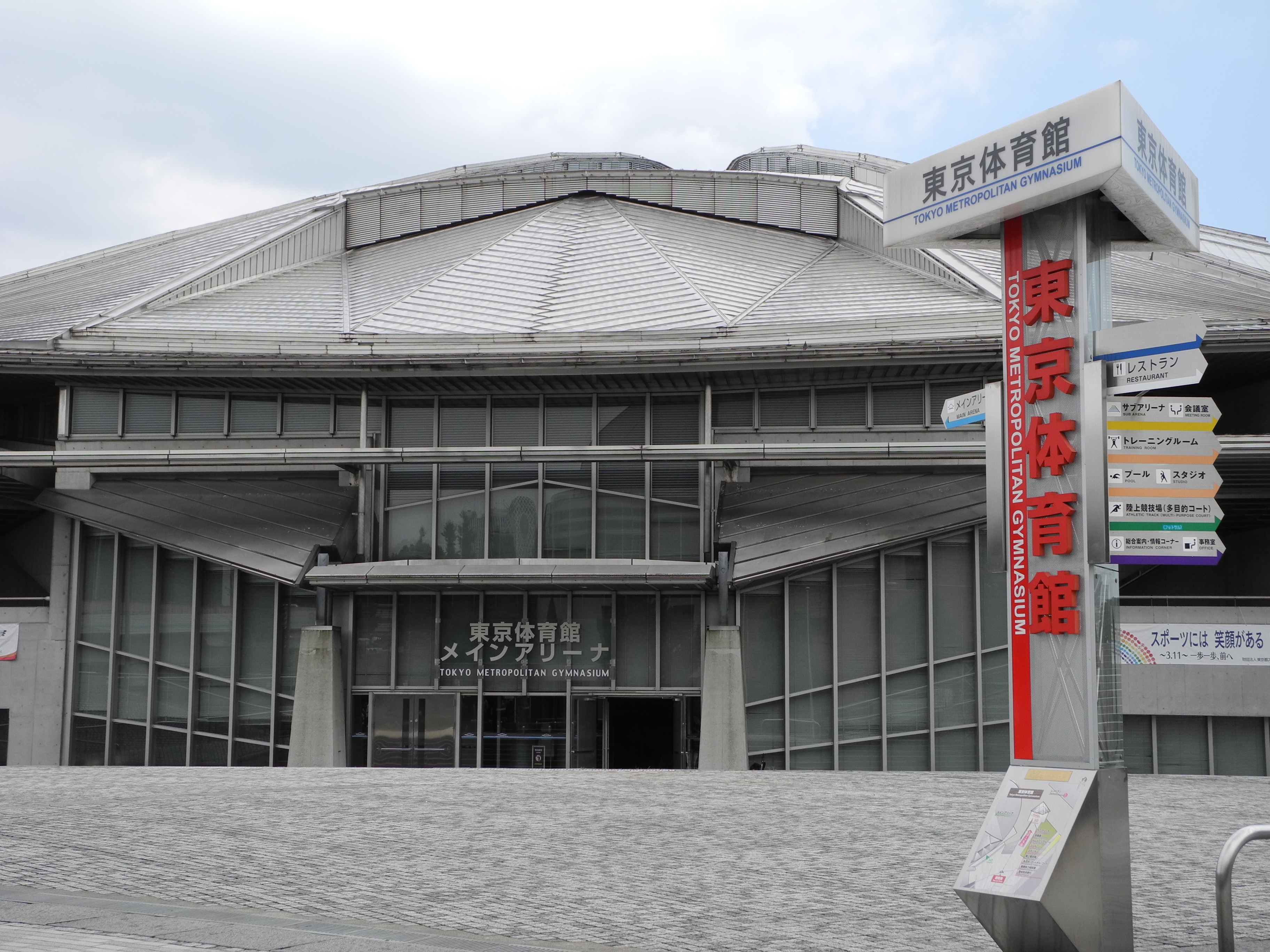
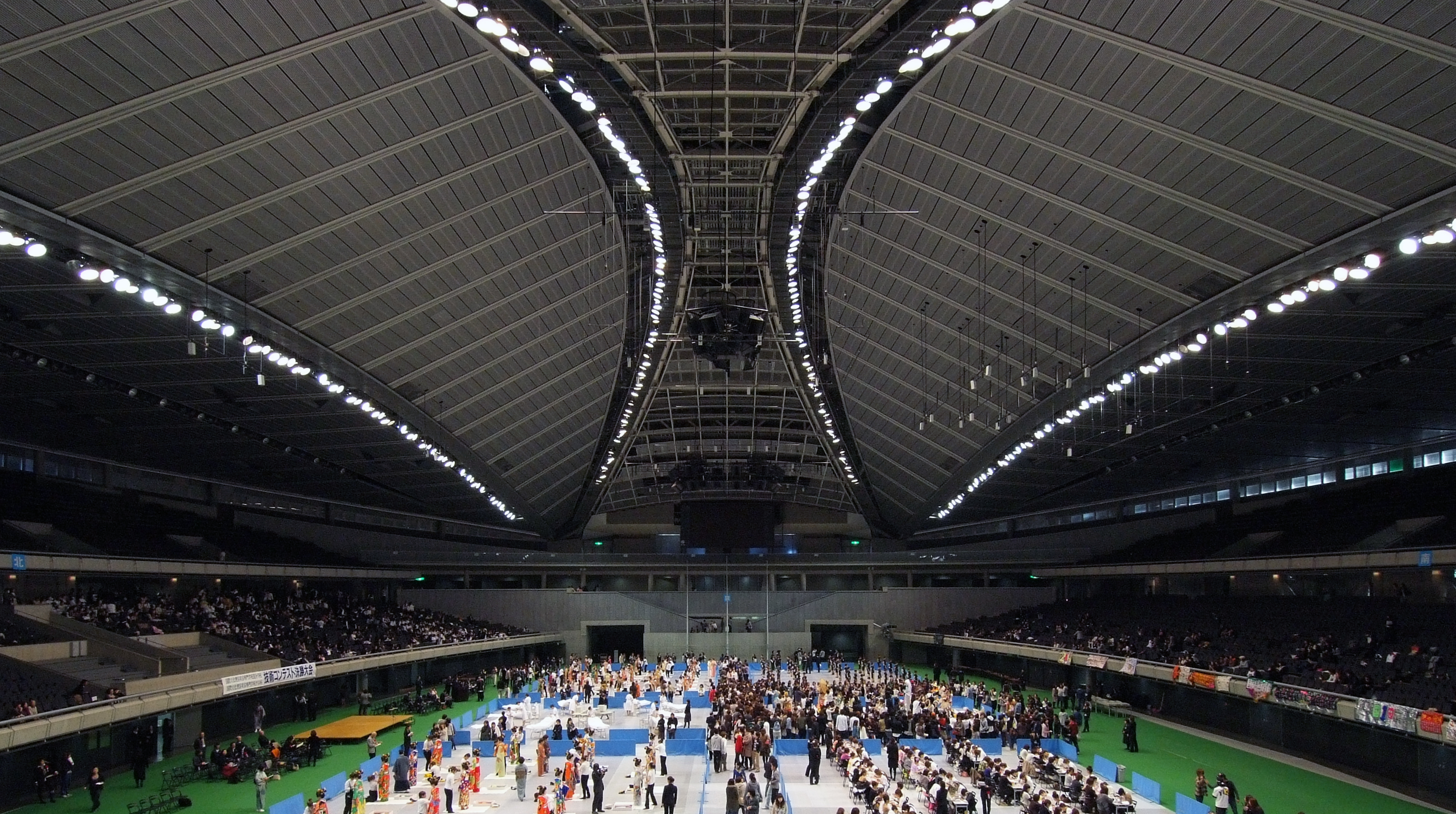
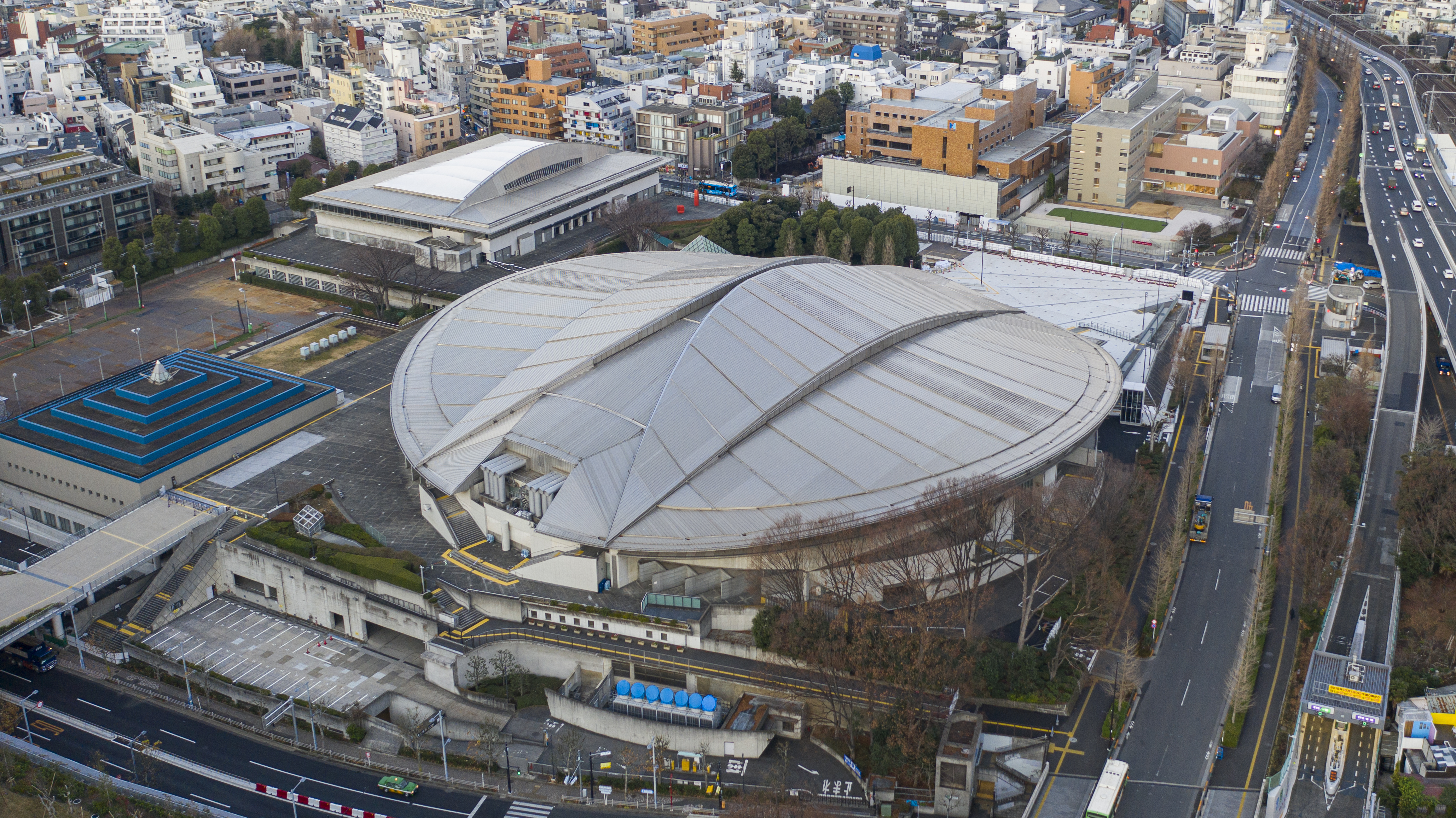

Arenan byggdes för världsmästerskapen i brottning 1954, bygget inleddes i oktober 1953 och slutfördes i augusti 1956. I maj 1957 revs de båda västerländska byggnaderna för att göra plats åt byggandet av inomhuspoolen. Under asiatiska spelen 1958 användes arenan för basketturneringen och dess simhall för tävlingarna i simning, simhopp och vattenpolo. Tokyo Metropolitan Gymnasium stod sedan värd för tävlingarna i gymnastik och vattenpolo vid olympiska sommarspelen 1964.
Anläggningen totalrenoverades mellan december 1986 och februari 1990 under ledning av den prisbelönte arkitekten Fumihiko Maki som gav byggnaderna en futuristisk design.
Tokyo Metropolitan Gymnasium kommer att användas till bordtennisturneringarna vid olympiska sommarspelen 2020 och paralympiska sommarspelen 2020.